# Anders Johan Hult
Anders Johan Hult, född 17 juni 1730 i Västra Ny socken, död 11 april 1777 i Näsby socken, var en svensk präst. 

## Biografi
Anders Johan Hult föddes 1730 på Medevi i Västra Ny socken. Han var son till inspektoren Lars Hult och Maria Elisabeth von Mehlen på Kungs-Starby. Hult blev 1753 student vid Uppsala universitet och prästvigdes 18 december 1757. Han blev 1758 subcantor scholæ i Linköping och 1760 magister i Greifswald. Från 11 juni 1760 var han även subcantor vid gymnasiet i Linköping. Hult tog pastoralexamen 22 mars 1765 och blev 3 juni kyrkoherde i Näsby församling. Han avled 1777 i Näsby socken.

### Familj
Hult gifte sig 5 maj 1761 med Hedvig Wilhelmina Ekman (1744–1783). Hon var dotter till kvartermästaren Jonas Ekman och Greta Ek på Staby i Rystads socken. De fick tillsammans barnen Margareta Maria (1761–1852), Jonas Laurentius (född 1763), Carl Fredrik (1764–1764), Olof (1765–1770), Christina Charlotta (1766–1767), Ulrica (född 1768), Per Adolf (1769–1770), Gustava (1770–1774), Jochum Emanuel (1771–1773), Hugo Wilhelm (1773–1774), Hinric Bernhard (född 1774) och Helena Elisabeth (1776–1776).